# Idionyx iida
Idionyx iida – gatunek ważki z rodziny Synthemistidae. Jak dotąd stwierdzony jedynie w zachodniej Tajlandii.